# Turquía en los Juegos Paralímpicos de Tokio 2020
Turquía estuvo representada en los Juegos Paralímpicos de Tokio 2020 por un total de 87 deportistas, 44 mujeres y 43 hombres.

## Medallistas
El equipo paralímpico turco obtuvo las siguientes medallas:
| Nombre                                                                                     | Deporte                   | Evento                                    |
| ------------------------------------------------------------------------------------------ | ------------------------- | ----------------------------------------- |
| Oro                                                                                        |                           |                                           |
| Sevtap Altunoluk Kader Çelik Reyhan Yılmaz Şeydanur Kaplan Sevda Altunoluk Fatma Gül Güler | Golbol                    | Torneo femenino                           |
| Abdullah Öztürk                                                                            | Tenis de mesa             | Individual 4 masculino                    |
| Plata                                                                                      |                           |                                           |
| Meryem Çavdar                                                                              | Taekwondo                 | –49 kg femenino                           |
| Ayşegül Pehlivanlar                                                                        | Tiro                      | Pistola de aire 10 m SH1 femenino         |
| Nihat Türkmenoğlu                                                                          | Tiro con arco             | Individual W1 masculino                   |
| Bülent Korkmaz Öznur Cüre                                                                  | Tiro con arco             | Compuesto por equipos clase abierta mixto |
| Bronce                                                                                     |                           |                                           |
| Besra Duman                                                                                | Levantamiento de potencia | –55 kg femenino                           |
| Sevilay Öztürk                                                                             | Natación                  | 50 m espalda S5 femenino                  |
| Mahmut Bozteke                                                                             | Taekwondo                 | –61 kg masculino                          |
| Kübra Korkut                                                                               | Tenis de mesa             | Individual 7 femenino                     |
| Nesim Turan                                                                                | Tenis de mesa             | Individual 4 masculino                    |
| Ali Öztürk                                                                                 | Tenis de mesa             | Individual 5 masculino                    |
| Bahattin Hekimoğlu                                                                         | Tiro con arco             | Individual W1 masculino                   |
| Zeynep Çelik                                                                               | Yudo                      | –57 kg femenino                           |
| Recep Çiftçi                                                                               | Yudo                      | –61 kg masculino                          |